# Stabroek News
Ne doit pas être confondu avec Stabroek (Belgique).
Stabroek News est un journal du Guyana fondé par David de Caires en 1986. Il parait quotidiennement. Le journal se veut fidèle aux principes exposés par son fondateur lors de sa première édition : « Aucun papier n'est ou ne sera autant libre. Nous ne sommes dirigés par aucune institution extérieure. »

## Origine du nom
Stabroek est l'ancien nom de Georgetown de 1784 à 1812.

## Histoire
Le premier numéro paraît le 21 novembre 1986. La première équipe du journal est composée de David de Caires, Martin Carter, John Simon de Freitas, Pete Ninvalle, Vic Insanally, Janice Hall, Ken Moore, Miles Fitz-Patrick, Cecil Griffith.
L'Association de la presse interaméricaine assure de son existence en 1997 en tant que seul quotidien indépendant du Guyana.

## Notoriété
Le Chicago Tribune déclare que Stabroek News est un journal indépendant respecté de Georgetown.